# Derrima cinocentralis
Derrima cinocentralis là một loài bướm đêm trong họ Noctuidae.